# Turdoides
Turdoides là một chi chim trong họ Leiothrichidae.
Chi này gồm 30 loài phân bố ở châu Phi và Nam Á.

## Các loài
- Turdoides nipalensis.
- Turdoides altirostris.
- Turdoides caudata.
- Turdoides huttoni.
- Turdoides earlei.
- Turdoides gularis.
- Turdoides longirostris.
- Turdoides malcolmi.
- Turdoides squamiceps.
- Turdoides fulva.
- Turdoides aylmeri.
- Turdoides rubiginosa.
- Turdoides subrufa.
- Turdoides striata.
- Turdoides rufescens.
- Turdoides affinis.
- Turdoides melanops.
- Turdoides sharpei.
- Turdoides tenebrosa.
- Turdoides reinwardtii.
- Turdoides plebejus.
- Turdoides leucocephala.
- Turdoides jardineii.
- Turdoides squamulata.
- Turdoides leucopygia.
- Turdoides hartlaubii.
- Turdoides hindei.
- Turdoides hypoleuca.
- Turdoides bicolor.
- Turdoides gymnogenys.